# جبر المؤثرات
في التحليل الدالي، وهو فرع من فروع الرياضيات، يعتبر جبر المؤثرات (بالإنجليزية: Operator algebra)‏ جبرًا لمؤثرات خطية متصلة على فضاء متجهي طوبولوجي، مع المضاعفة بواسطة تركيب الدوال.
النتائج التي تم الحصول عليها في دراسة جبر المؤثرات تمت صياغتها بمصطلحات جبرية، في حين أن التقنيات المستخدمة تحليلية للغاية. على الرغم من أن دراسة جبر المؤثرات تصنف عادة على أنها فرع من فروع التحليل الدالي، إلا أن لها تطبيقات مباشرة لنظرية التمثيل والهندسة التفاضلية والميكانيكا الإحصائية الكمومية والمعلومات الكمومية ونظرية الحقل الكمومي.